# هواوي ميت اكس برو
هواوي ميت اكس برو هو حاسوب محمول تم تصميمه وإنتاجه بواسطة هواوي. وهو جزء من مجموعة أجهزة الكمبيوتر المحمولة من هواوي ميت بوك، وتمت مقارنته بجهاز أبل ماك بوك، سواء من حيث التصميم أو الواجهة.

## إطلاق
تم الإعلان عن الكمبيوتر المحمول لأول مرة في ملتقى عالم الهاتف النقال 2018.   تم الإعلان عن نسخة محدثة في ملتقى عالم الهاتف النقال 2019، ولكن تم بيعه في الصين فقط حتى نهاية عام 2019.  تم الإعلان عن نموذج 2020 في «إطلاق منتج Huawei Business Business and Strategy Virtual» بسبب إلغاء ملتقى عالم الهاتف النقال. 

## ميزات

### البرمجيات
يأتي الهاز مزودًا بنظام التشغيل ويندوز 10 （هووم أو برو، وهو نظام تشغيل الكمبيوتر الشخصي من مايكروسوفت.

### المعدات
يعد الجهاز أول كمبيوتر محمول في تشكيلة هواوي يتميز بما تطلق عليه الشركة تصميم "FullView"، مما يمنح الكمبيوتر المحمول نسبة شاشة إلى نسبة 91٪.  الشاشة عبارة عن شاشة لمس LTPS 13.9 بوصة بنسبة عرض إلى ارتفاع 3: 2. تبلغ الدقة 3000 × 2000 عند 260 نقطة في البوصة وزاوية عرض 178 درجة وأقصى سطوع 450 شمعة في المتر المربع. 
في أمريكا الشمالية، يأتي الكمبيوتر المحمول بتكوينين مع الطراز الأساسي باستخدام معالج Intel Core i5-8250U من الجيل الثامن ب 8 غيغابايت من ذاكرة الوصول العشوائي، 256 غيغابايت من مساحة تخزين SSD وIntel UHD Graphics 620 بينما يشتمل الطراز الأعلى على معالج Intel Core i7-8550U من الجيل الثامن مع 16 غيغابايت من ذاكرة الوصول العشوائي، 512 غيغابايت من مساحة تخزين SSD وNVIDIA GeForce MX150 مخصصة مع 2   ذاكرة GB GDDR5. 